# 363 (tal)
363 är det naturliga talet som följer 362 och som följs av 364.

## Inom vetenskapen
- 363 Padua, en asteroid.

## Inom matematiken
- 363 är ett udda tal
- 363 är ett sammansatt tal
- 363 är ett defekt tal
- 363 är ett palindromtal i det decimala talsystemet.